# 15 Grupa Armii

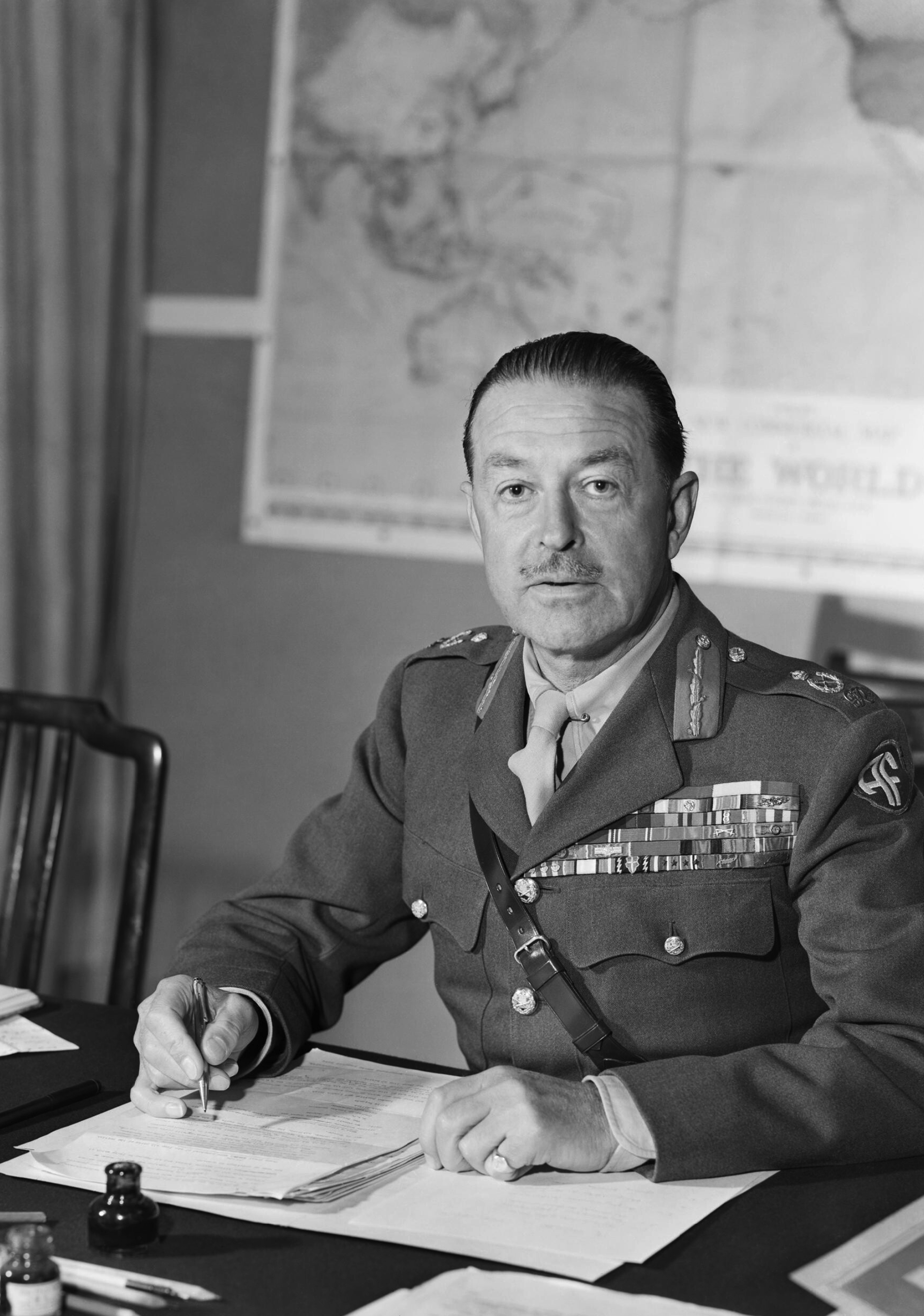
Harold Alexander

15 Grupa Armii (15th Army Group) – jedna z alianckich grup armii z czasów II wojny światowej. Utworzona w 1943 roku w Algierze, przed planowaną inwazją na Sycylię (Operacja Husky). Jej początkowym dowódcą był brytyjski marszałek Harold Alexander. Składała się w znacznej mierze z brytyjskiej 8 Armii i amerykańskiej 5 Armii. Po inwazji na Włochy 15 Grupa Armii nacierała na północ kraju, zdobywając Rzym i spychając przy tym siły włosko-niemieckie. W grudniu 1944 roku dowódcą został amerykański generał porucznik Mark Wayne Clark. 

## Skład[1]
- 8 Armia – Leese
  - V Korpus (GB) – Keightley
    - 1 Dywizja Pancerna (GB) – Hull
    - 4 Dywizja Piechoty (GB) – Ward
    - 4 Dywizja Piechoty (IND) – Holworthy
    - 46 Dywizja Piechoty (GB) – Hawkesworth
    - 56 Dywizja Piechoty (GB) – Whitfield
    - 25 Brygada Pancerna (GB)

  - I Korpus (CAN) – Burns
    - 1 Dywizja Piechoty (CAN) – Vokes
    - 2 Dywizja Piechoty (NZ) – Freyberg
    - 5 Dywizja Pancerna (CAN) – Hoffmeister
    - 21 Brygada Pancerna (CAN)
    - 3 Brygada Górska (GR)

  - II Korpus (PL) – Anders
    - 3 Dywizja Strzelców (PL) – Duch
    - 5 Dywizja Piechoty (PL) – Sulik
    - 2 Brygada Pancerna (PL)

  - X Korpus (GB) – McCreery
    - 10 Dywizja Piechoty (IND) – Reid
    - 9 Brygada Pancerna (GB)

- 5 Armia – Clark
  - II Korpus (USA) – Keyes
    - 34 Dywizja Piechoty (USA) – Walker
    - 88 Dywizja Piechoty (USA) – Kendall
    - 91 Dywizja Piechoty (USA) – Livesay

  - IV Korpus (USA) – Crittenberger
    - 6 Dywizja Pancerna (RPA) – Poole
    - 85 Dywizja Piechoty (USA) – Coulter
    - Brazylijski Korpus Ekspedycyjny – Mascarenhas de Morais

  - XIII Korpus (GB) – Kirkman
    - 1 Dywizja Piechoty (GB) – Loewen
    - 6 Dywizja Pancerna (GB) – Murray
    - 8 Dywizja Piechoty (IND) – Russell